# خوئل لاملا
خوئل لاملا (اسپانیایی: Joel Lamela‎؛ زادهٔ ۲۹ ژوئیه ۱۹۷۱)  دونده سرعت اهل کوبا است.
وی در مسابقات کشوری و بین‌المللی در مجموع برندهٔ ۲ مدال طلا، ۲ مدال برنز شده‌است.